# ばら積み貨物船

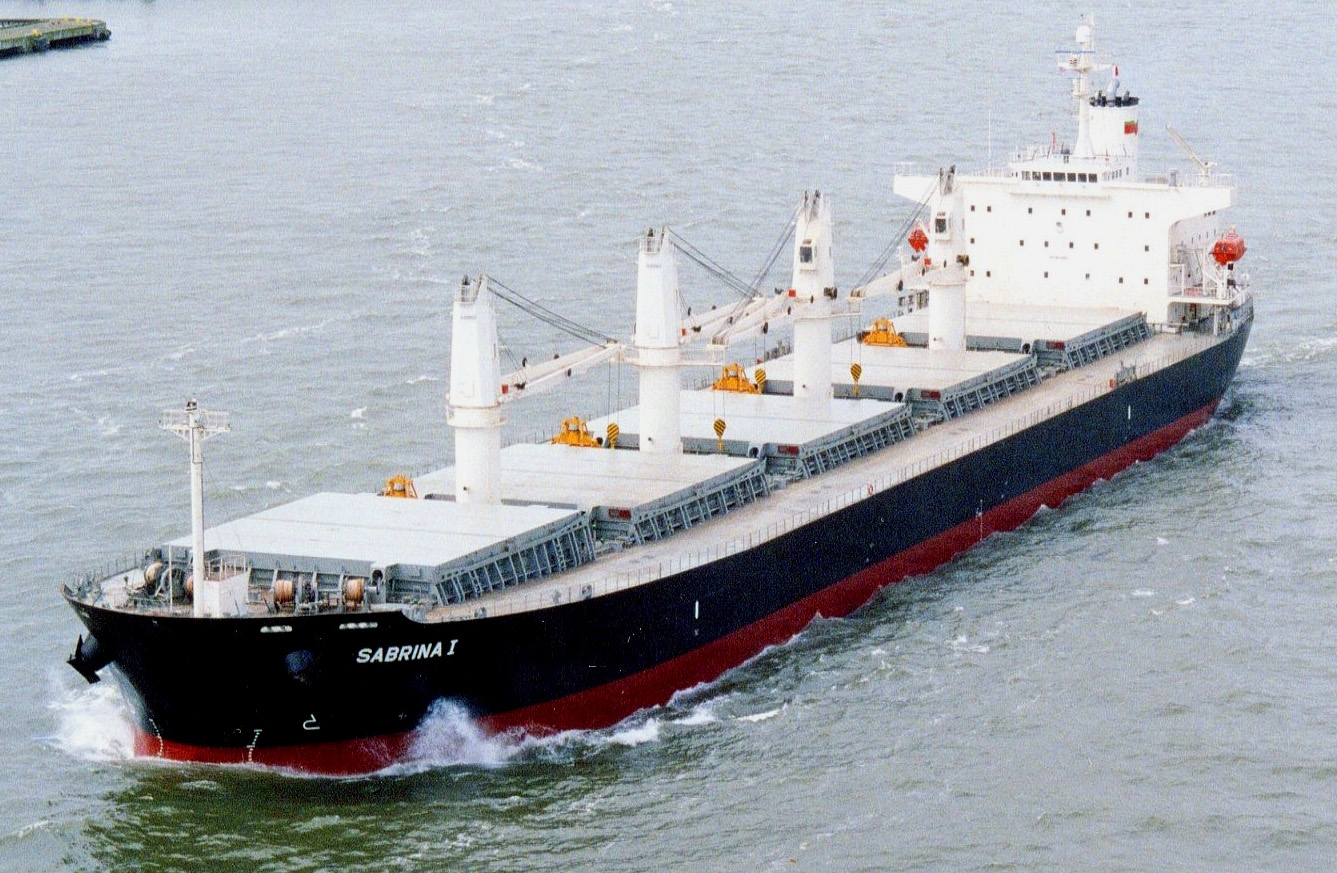
現代のハンディマックス級ばら積み貨物船「サブリナI」

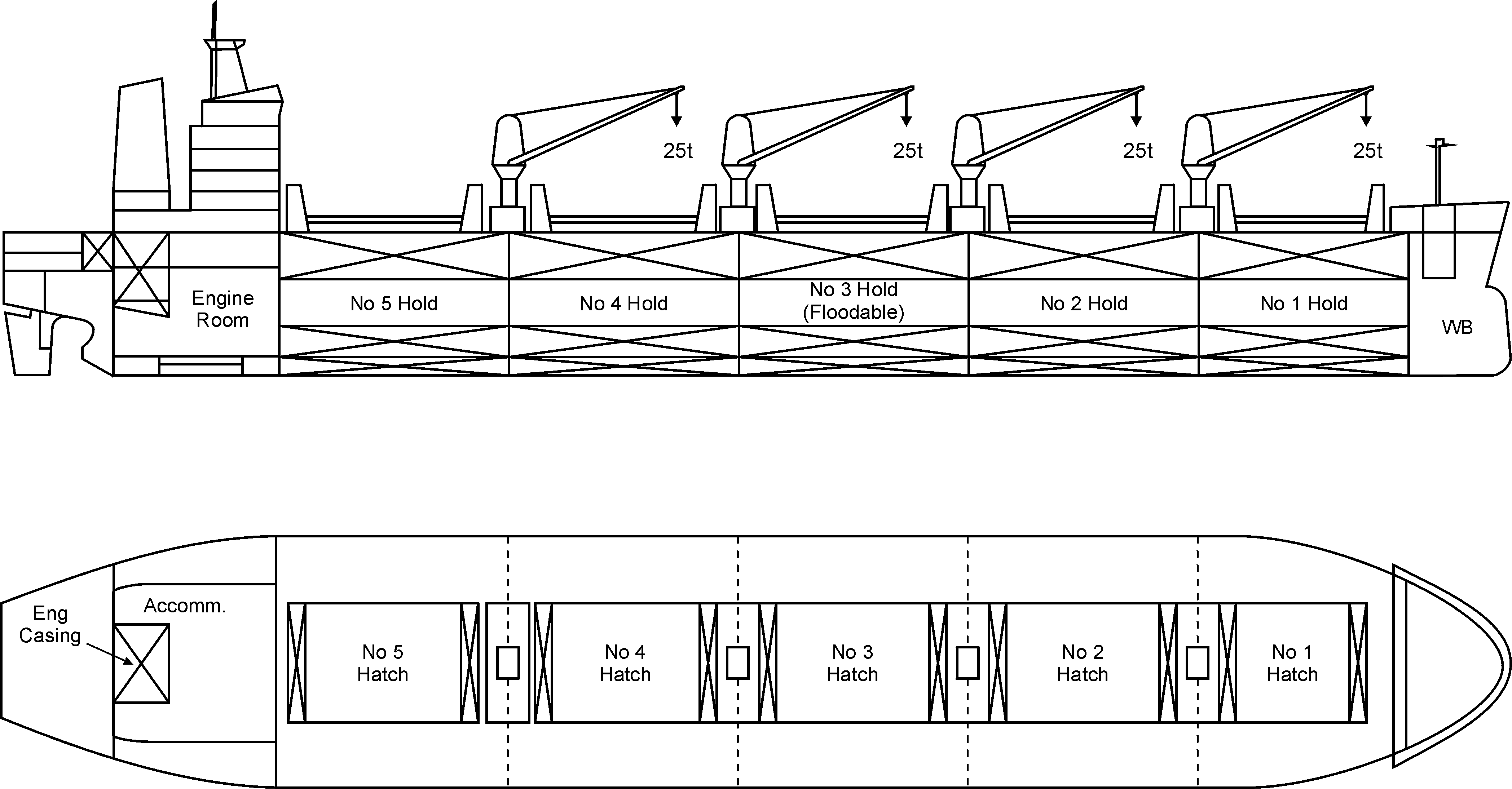
パナマックス級クレーン付きばら積み貨物船の構造図

ばら積み貨物船（ばらづみかもつせん、撒積貨物船）、あるいはバルクキャリア（英語: bulk carrier）、バルカー (bulker) は、梱包されていない穀物・鉱石・セメントなどのばら積み貨物を船倉に入れて輸送するために設計された貨物船である。最初のばら積み専用貨物船が1852年に建造されて以来、経済的な理由によりこうした船の開発は促進され、規模を拡大させ洗練させてきた。今日のばら積み貨物船は容量・安全性・効率性を最大化しながらその任に耐えられるように特別に設計されている。

## 概要
ばら積み貨物船は、今日では世界の商船の40 パーセントを占めており、その大きさは船倉が1つの小型ばら積み船から載貨重量トン数が40万トンに達する巨大鉱石船まである（「ヴァーレ・ブラジル」）。載貨重量トン数が10,000 ロングトンを超える船は、2006年6月現在で6,224隻ある。多くの専用設計が存在し、船そのものが荷役能力を持っているもの、港の荷役設備に頼るもの、さらに搭載中に積み荷の梱包作業を行うものもある。全てのばら積み貨物船の半分以上の所有者はギリシャ・日本・中華人民共和国で、また4分の1以上がパナマに船籍を置いている。ばら積み貨物船の最大の建造国は日本で、また82 パーセントはアジアで建造されている。
ばら積み貨物船の船員は、貨物の積み込み・積み降ろし作業、船の航海、機械設備類の適切な保守作業などに従事している。貨物の積み込み・積み降ろしは難しく危険な作業で、大型の船では120時間ほど掛かることもある。乗員はもっとも小さい船で3人から、大きな船では30人を超える程度の数である。
ばら積み貨物の中にはとても密度が高かったり、腐食性が強かったり、磨耗作用があったりするものがあり、そういった貨物は安全上の問題を引き起こすことがある。積み荷の船内移動や自然発火、積み荷の偏りといったことは船を危険に陥れることがある。ばら積み貨物船は効率的な貨物取り扱いのために大きなハッチを備えているため、老朽化して腐食の問題を抱えた船を使い続けたことが1990年代に続発したばら積み貨物船の沈没事故につながっている。船の設計と検査を改善し、船を廃棄する処理の能率化を図るために新しい国際規制が導入されている。

## 定義

典型的なばら積み貨物船の断面図。1. 貨物の船倉 2. ハッチカバー 3. バラスト水または燃料を入れる上部ホッパータンク 4. 二重底 5. バラスト水用下部ホッパータンク

ばら積み貨物船という言葉を定義する方法はいくつかある。1999年時点で、海上における人命の安全のための国際条約（SOLAS条約）はばら積み貨物船を「単一甲板で、トップサイドタンクとホッパーサイドタンクを貨物船倉内に有し、鉱石輸送船や兼用船を含む主に乾性ばら積み貨物輸送を意図した船」と定義している。しかし、ほとんどの船級協会は、ばら積み貨物船とは梱包されていない乾貨物を運ぶ全ての船であるという、より広い定義を使っている。多目的貨物船はばら積み貨物を運べるが、他の貨物を運ぶこともでき、ばら積み専用に設計されてはいない。ドライバルクキャリアという言葉は、石油タンカー、ケミカルタンカー、LNGタンカーなどの液体のばら積み貨物船と区別するために用いられる。非常に小さいばら積み貨物船は一般貨物船とほとんど区別不可能で、しばしば船の設計よりもその使用法に基づいて分類される。
ばら積み貨物船を表現するための多くの略語がある。OBO (Ore-bulk-oil carrier) は鉱石・ばら積み貨物・石油の組み合わせを輸送する船を指し、O/Oは鉱石と石油の組み合わせを輸送する船を指す。大型タンカーにおいてVLCC (very large crude carrier) やULCC (ultra large crude carrier) といった記号が使われることに由来して、特に大型の鉱石船やばら積み貨物船にはVLOC (very large ore carrier)、VLBC (very large bulk carrier)、ULOC (ultra large ore carrier)、ULBC (ultra large bulk carrier) などの言葉が用いられる。

## 歴史
専用のばら積み貨物船が登場する以前、荷主にはばら積み貨物を船で輸送する方法として2つの手段があった。1つは港湾労働者が貨物を袋詰めし、その袋をパレットに積み上げ、クレーンでパレットを船倉に積み込むという方法である。もう1つの方法は、荷主が船を全て借り切り、時間と費用をかけて合板製の容器を船倉内にしつらえることであった。そして、小さなハッチを通して貨物を運ぶために、木製の荷送り・荷止め板を設置しなければならなかった。こうした方法は時間が掛かり、労働集約的であった。コンテナ船と同様に、効率的な積み込み・積み降ろしの問題がばら積み貨物船の発展につながった。
蒸気船として登場し始めた専用のばら積み貨物船は、より人気を博するようになった。ばら積み貨物船とされる最初の蒸気船は、1852年のイギリスの鉱石輸送船SS ジョン・バウズ（SS John Bowes）である。この船は金属製の船体、蒸気機関、砂ではなく海水を利用したバラストタンクを備えていた。これらの特徴により、船は競争の激しいイギリス石炭輸送市場で打ち勝っていくことができた。ディーゼルエンジン推進の最初のばら積み貨物船は1911年に登場した。
第二次世界大戦以前は、ばら積み貨物への需要は低く、年間に金属鉱石およそ2,500万トンほどで、こうした輸送の多くは沿岸部に留まっていた。しかしながら、1890年に採用された二重底と、1905年に導入されたバラストタンクの三角構造という、ばら積み貨物船の2つの決定的な特徴は既に現れていた。第二次世界大戦後、先進国、特にヨーロッパ諸国、アメリカ合衆国、日本の間での国際的なばら積み貨物の輸送が発展し始めた。この輸送の経済性の問題から、ばら積み貨物船は大型化し、さらに用途別に特殊化していった。

## 分類

### 大きさの分類
| 名前             | 載貨重量トン範囲 | 船の数 | 交通量 | 新造価格     | 中古価格     |
| ---------------- | ---------------- | ------ | ------ | ------------ | ------------ |
| ハンディサイズ   | 10,000 - 35,000  | 34%    | 18%    | 2800万米ドル | 2800万米ドル |
| ハンディマックス | 35,000 - 55,000  | 37%    | 18%    | 2800万米ドル | 2800万米ドル |
| パナマックス     | 60,000 - 80,000  | 19%    | 20%    | 3500万米ドル | 3400万米ドル |
| ケープサイズ     | 80,000以上       | 10%    | 62%    | 5900万米ドル | 6840万米ドル |

ばら積み貨物船は6つの大きさに分類される。小型、ハンディサイズ、ハンディマックス、パナマックス、ケープサイズと超大型である。超大型ばら積み貨物船と超大型鉱石輸送船はケープサイズに分類されるが、しばしば別な分類とみなされる。
地域輸送では他の分類もあり、例えばギニアのカムサ港 (Port Kamsar) で積み込みのできる最大の長さであることから、最大長229 メートルの船をカムサマックス (Kamsarmax) という。他に地域輸送で現れる単位としては、瀬戸内マックス (Setouchmax))、ダンケルクマックス (Dunkirkmax)、ニューカッスルマックス (Newcastlemax) などがある。
1万載貨重量トン以下の小型船の分類の中では、小型ばら積み貨物船が多くを占めている。小型ばら積み貨物船は500から2,500 トンの貨物を積み、1つの船倉を持ち、河川航行ができるように設計されている。しばしば橋の下を潜ることができるように設計され、3人から8人の少人数の乗務員で運航できる。
ハンディサイズとハンディマックスは一般目的で使われる。これらの2つの分類は、1万載貨重量トンを超えるばら積み貨物船の中で71 パーセントを占めており、その増加率も最も高い。これは部分的には、大型の船を建造する際により厳しい制約を課すようになった新しい規制が発効したことによる。ハンディマックスの船は典型的には全長150 - 200 メートルで、52,000 - 58,000 載貨重量トン、5つの船倉に4つのクレーンを備えている。
パナマックスの船は、パナマ運河の閘門の大きさに制約されており、全幅32.31 メートル、全長294.13 メートル、喫水12.04 メートルまでである。
ケープサイズの船はスエズ運河やパナマ運河を通航できないほど大きく、3大洋の間を行き来するためには喜望峰やホーン岬を回らなければならない。ケープサイズのばら積み貨物船は専門化しており、93 パーセントは鉄鉱石または鉱石を運んでいる。超大型鉱石輸送船や超大型ばら積み貨物船はケープサイズの一部で、20万載貨重量トン以上の船を指す。このサイズの船はほとんどが鉄鉱石輸送用に設計されている。

### 一般的な分類
| 写真 | 説明 |
| ---- | --- |
|      | クレーン付きばら積み貨物船 (geared bulk carrier) はいくつかの船倉（35,000 トンの船で5つから250,000 トンの船で9つまで）を備え、突き出したハッチカバーに覆われている。陸上に荷役設備のない港でも貨物を降ろせるようにクレーンやデリックを備えている。これにより輸送する貨物と就航する航路の点で柔軟性がある。写真は典型的なクレーン付きハンディサイズばら積み貨物船。                                                           |
|      | 兼用船 (combined carrier) は、液体と固体の両方のばら積み貨物を輸送するために設計されている。両方を同時に輸送する時は、異なる船倉やタンクに分けて入れられる。兼用船は特殊な設計が必要で高価である。1970年代には多くを占めていたが、1990年以降は数が減少している。写真は「マヤ」 (Maya) 上の石油パイプラインと乾性ばら積み貨物船倉。                                                                                           |
|      | クレーンなしばら積み貨物船 (gearless carrier) は、クレーンやベルトコンベアを備えていない。こうした貨物船は、貨物の積み込み・積み降ろしに際して、港にある陸上設備に依存している。大型であるため、最大級で最新鋭の港にのみ接岸できる。クレーンなしばら積み貨物船を使用することにより、クレーンの設置・運営・保守コストを削減することができる。写真は225,000 トンのクレーンなしばら積み貨物船「バージ・アセン」 (Berge Athen)。 |
|      | セルフアンローダー付きばら積み貨物船 (self-dischargers) は、ベルトコンベアを備えていて貨物を素早く効率的に降ろすことができる。写真は「ジョン・B.・エアード」(John B. Aird)、五大湖にて。 |
|      | レイカー (laker) は、五大湖で一般的なばら積み貨物船で、閘門を通過しやすくするために前部に船橋を備えていることから区別できる。淡水域で運航されるため、腐食の影響が少なく海上を運航する船に比べて寿命が長い。2005年現在、1万載貨重量トン以上のレイカーは98隻ある。写真は「エドワード・L・ライアーソン」 |
|      | BIBO (bulk in, bags out) は、積み荷を降ろす時に梱包する設備がある。写真の「CHLイノベーター」 (CHL Innovator) は、BIBOばら積み貨物船で、荷下ろしの際ばら積み砂糖を50 キログラム単位の袋詰めにすることができる。1時間に300 トンの梱包が可能である。 |

## 世界のばら積み貨物船の状況

緑の線がばら積み貨物船載貨重量トン数の合計を、赤い線が全船舶に占めるばら積み貨物船の割合を示す。1977年から1999年まで

世界のばら積み貨物輸送は大変な量に上っており、2005年時点で17億トンの石炭・鉄鉱石・穀物・ボーキサイト・リン酸塩が船で輸送された。こんにち、1万載貨重量トン以上のばら積み貨物船は世界で6,225隻あり、全船舶に占めるトン数は40 パーセント、船舶数では39.4 パーセントとなっている。小型の船も合わせると、ばら積み貨物船は総合計で3億4600万載貨重量トンの容量がある。兼用船はわずかな割合しかなく、この容量のうちの3 パーセント未満に過ぎない。五大湖のばら積み貨物船は、98隻320万載貨重量トンで、やはり全体に占める割合は少ない。
2005年現在、ばら積み貨物船の平均船齢は13年ほどである。全ばら積み貨物船の約41 パーセントは船齢10年未満、27 パーセントが10年から20年、残りの33 パーセントが20年以上である。五大湖で登録されている98隻全てのばら積み貨物船は船齢20年以上である。

船籍国別のばら積み貨物船

### 船籍国
2005年現在で、連邦海事局は1万載貨重量トン以上のばら積み貨物船を世界中で6,225 隻としている。最大の船籍国はパナマで、2位から5位までの船籍国の合計より多い1,703隻が登録されている。ばら積み貨物船の登録数では、以下香港 492隻、マルタ 435隻、キプロス 373隻、中華人民共和国 371隻である。パナマは登録されたばら積み貨物船の載貨重量トン数の点でも圧倒している。トン数の点で2位から5位までは、香港、ギリシャ、マルタ、キプロスである。

### 船の所有者
3大ばら積み貨物船の所有国は、ギリシャ 1,326隻、日本 1,041隻、中華人民共和国 979隻となっている。これらの3ヶ国で世界全体の53 パーセントの船を所有している。
ばら積み貨物船の巨大な船隊を保有している会社が数社ある。多国籍企業であるギアバルク・ホールディング (Gearbulk holding) は7隻のばら積み貨物船を保有している。カナダのフェドナブ・グループ (Fednav Group) は、北極海の氷の中で運航できるように設計された2隻を含めて80隻以上のばら積み貨物船を保有している。クロアチアのアトランツカ・プロビドバ (Atlantska Plovidba) は14隻のばら積み貨物船を保有している。ドイツ・ハンブルクのH. フォーゲマングループ (H. Vogemann) は19隻のばら積み貨物船を所有している。ポルトガルのポートライン (Portline) は10隻のばら積み貨物船を所有している。デンマークのTORM (Dampskibsselskabet Torm) とスペインのエルカノ (Elcano) もかなりの船隊を保有している。以下の会社は小型ばら積み貨物船の運航に特化しており、イングランドのスティーブンソン・クラーク・シッピング (Stephenson Clarke Shipping) は8隻の小型ばら積み貨物船と5隻のハンディサイズばら積み貨物船を所有し、トルコのコーンシップ (Cornships Management and Agency) は7隻の小型ばら積み貨物船を所有している。

### 建造者
アジアの造船会社がばら積み貨物船の建造を独占している。全世界の6,225隻のばら積み貨物船のうち、ほぼ62 パーセントが大島造船所やサノヤス・ヒシノ明昌などの日本の造船所で建造された。大韓民国は、大宇造船海洋やHD現代重工業などの造船所により、2番手の建造国で643隻を建造している。大連船舶重工集団、澄西船舶修造廠、上海外高橋などの大きな造船所で建造している中華人民共和国が3番目で、509隻を建造している。台湾は、台湾国際造船などの造船所により4位で129隻を建造している。これら上位4ヶ国にある造船所は全ばら積み貨物船の82 パーセントを建造している。

### 貨物運賃
船でばら積み貨物を輸送する費用はいくつかの要素に影響される。ばら積み貨物輸送市場はとても不安定で変動し、輸送する貨物、船の大きさ、輸送経路など全てが最終的な価格に影響する。ケープサイズの船で石炭を南アメリカからヨーロッパへ輸送する費用は、2005年時点で1 トンあたり15ドルから25ドル程度である。パナマックス級の船で骨材をメキシコ湾から日本へ輸送する費用は、同じく2005年時点で1 トンあたり40ドルから70ドル程度であった。ばら積み貨物船の運賃変動を表す指数として、バルチック海運指数がある。
荷主によっては、1 トンあたりの定価を払う代わりに、船を1隻借り切って1日あたりの費用を払う場合もある。2005年時点で、ハンディマックスの船を1日借りる平均費用は18,000ドルから30,000ドル程度で変動していた。パナマックスの船は1日当たり20,000ドルから50,000ドル、ケープサイズの船は40,000ドルから70,000ドルほどであった。

### 船舶解体
一般的に、船は任務を外れると船舶解体（スクラップ）の過程を経て処分される。船の所有者と買い手は、船の重量やスクラップ金属市場の価格などの要素を基にスクラップ費用を交渉する。1998年には、インドのアラン (Alang) やバングラデシュのチッタゴンなどの場所でおよそ700隻の船が解体された。載貨重量トンにして50万トンにもおよぶばら積み貨物船が2004年に解体され、これはその年の船舶解体の4.7 パーセントを占めた。この年は、ばら積み貨物船は特に高いスクラップ価格で売れており、1 トンあたり340ドルから350ドルであった。

## 運航

### 船員
| 船長 | |                                                                                           |
| 甲板部門 | 機関部門 | 厨房部門                                                                                  |
| 一等航海士 (Chief Mate) - 1人 二等航海士 (Second Mate) - 1人 三等航海士 (Third Mate) - 1人 甲板長（ボースン） (Boatswain) - 1人 熟練甲板員 (Able Seaman) - 2 - 6人 甲板員 (Ordinary Seaman) - 0 - 2人 | 機関長 (Chief Engineer) - 1人 一等機関士 (First Assistant Engineer) - 1人 二等機関士 (Second Assistant Engineer) - 1人 三等機関士 (Third Assistant Engineer) - 1 - 2人 次席機関士 (Junior Engineer/QMED) - 0 - 2人 操機手 (Oiler) - 1 - 3人 機械工 (Greaser) - 0 - 3人 見習い (Entry-level) - 1 - 3人 | 司厨長 (Chief Steward) - 1人 調理手 (Chief Cook) - 1人 司厨手 (Steward's Assistant) - 1人 |

ばら積み貨物船の船員は、典型的には20人から30人で構成されるが、小型の船は8人程度で操船することもできる。船員は、船長と甲板部門、機関部門、厨房部門で構成される。旅客を貨物船に乗せることはかつて広く見られたが、今日ではとても稀なことになっており、ばら積み貨物船ではほとんどない。
1990年代には、ばら積み貨物船の海難事故が数多く発生した。こうしたことから、船舶所有者は船員の能力と適性に関する様々な要素の効果について説明する検討を依頼することになった。この調査によれば、ばら積み貨物船の船員の能力は調査された全てのグループの中で最低であった。ばら積み貨物船の船員の中では、船齢が若く大型の船に乗務している船員の能力が最もよかった。よく保守されている船の船員の能力は高く、また船内で使われている言語の数が少ない船の船員の能力も高かった。
ばら積み貨物船では、同じくらいの大きさの他の種類の船に比べて甲板部門の人間が少ない。小型ばら積み貨物船は2人から3人の航海士を乗せている一方、より大型のハンディサイズやケープサイズのばら積み貨物船は4人である。同じ大きさのLNGタンカーはこれに1人の航海士が追加されており、さらに一般船員がいる。

### 航海
ばら積み貨物船の航海は市場の力によって決定され、航路と積み荷はしばしば変更される。収穫期には穀物輸送に関わった船が、それ以外の時期には他の貨物を輸送したり、他の航路に移ったりする。不定期輸送に関わる沿岸輸送船舶の場合、船員は積み荷が完全に搭載されるまで、次の寄港地を知らないことがしばしばある。
ばら積み貨物は積み降ろしが難しいため、ばら積み貨物船は他の種類の船に比べて寄港時間が長い。小型ばら積み貨物船に関する調査によれば、積み込みに比べて積み降ろしには平均で2倍の時間が掛かっていた。小型ばら積み貨物船は55時間寄港していた一方で、同じ大きさの木材輸送船は35時間であった。この寄港時間は、ハンディマックスで74時間、パナマックスで120時間に伸びる。コンテナ船の12時間、自動車輸送船の15時間、大型タンカーの26時間の寄港時間に比べ、ばら積み貨物船の船員は上陸時間を長くすることができる。

### 積み込み・積み降ろし

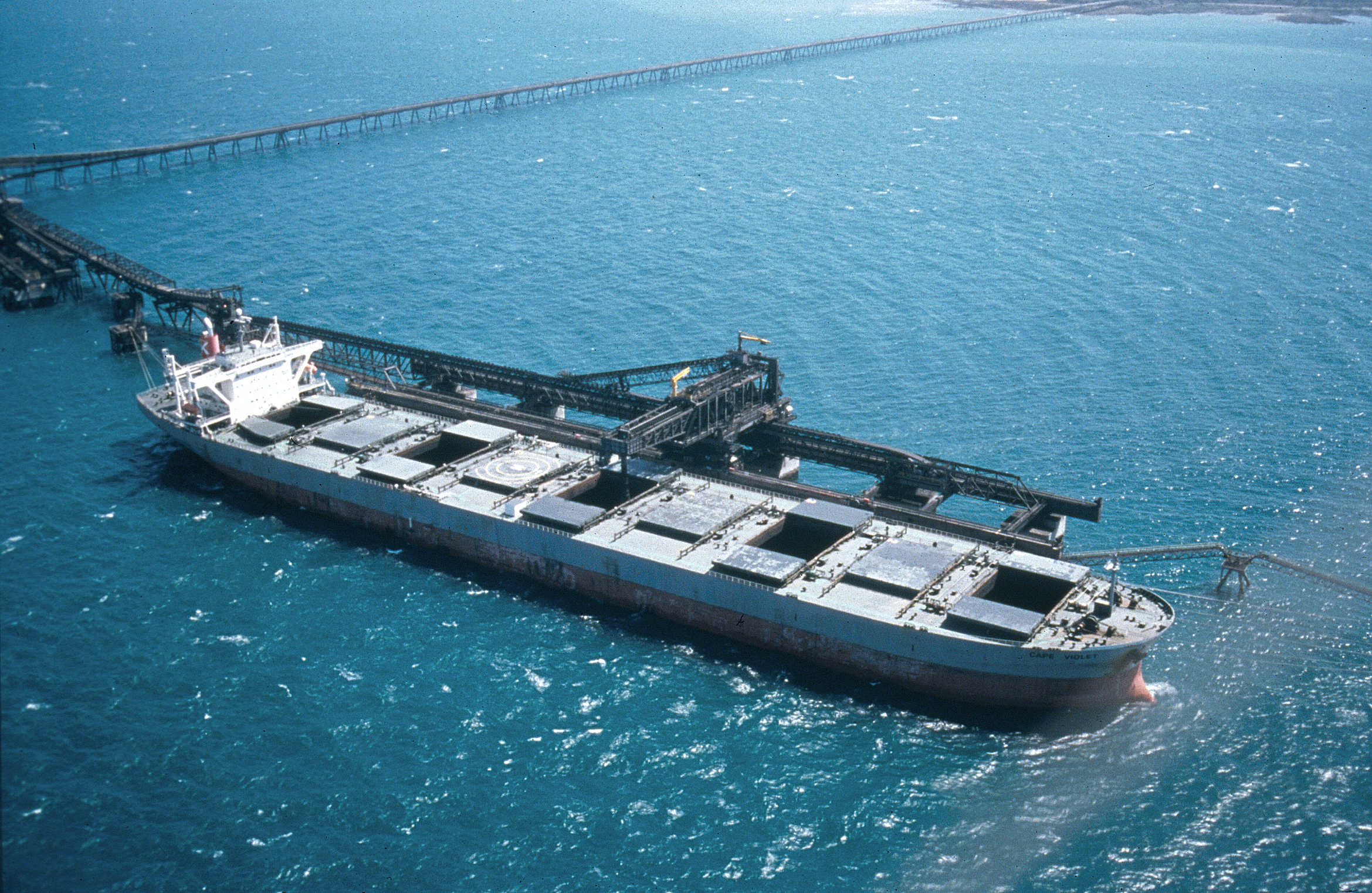
西オーストラリア州で鉄鉱石の積み込みを行うシップローダ

ばら積み貨物船への積み込み・積み降ろしは時間が掛かり危険な作業である。手順は、一等航海士の助けを受けながら、船長によって計画される。国際的な規制により、作業を開始する前に船長と港湾側の責任者が詳細な計画に合意している必要がある。甲板員と港湾作業員が作業を監視する。まれに積み込みのミスが起きて、岸壁で船が転覆したり、半分に折れてしまったりする事故を引き起こす。
用いられる積み込み方法は、貨物の種類と船舶および港湾にある設備に依存している。あまり先進的ではない港では、貨物はショベルや袋でハッチを通じて注ぎ込まれる。このシステムは、より速く労働集約的ではない方法に置き換えられつつある。1時間に1,000 トンの積み込みを行える二重連接クレーンが広く用いられている方法で、1時間に2,000 トンに達する岸壁設置のガントリークレーンの使用も増えている。クレーンによる積み降ろしの率は、そのバケットの容量（6 トンから40 トン）と、クレーンが積み荷を積んで岸壁に降ろしてまた戻ってくるために掛かる時間によって制約されている。現代のガントリークレーンでは、この1周期の時間は50秒ほどである。
1時間に100 トンから700 トンほどの標準積み込み速度を持つベルトコンベアはとても効率的な積み込み方法で、最新鋭の港では1時間あたり16,000 トンの速度を持つものもある。しかしながら、ベルトコンベアの作動開始・作動終了は複雑で時間を要する。また2010年代に入ってなお死亡事故が起こるほど危険な作業でもある。セルフアンローダー付きの船は1時間あたり1,000 トン程度の率である。
積み荷が降ろされると、船員は船倉の清掃作業に取り掛かる。これは、次の積み荷の種類が異なる場合特に重要である。船倉の巨大さや、積み荷の物理的な性質などにより、清掃作業は難しいものである。船倉が綺麗になると、積み込み作業が開始される。
積み込み作業中に積み荷の水平を保つことは、船の安定性を保つために重要である。船倉が満たされるにつれて、油圧ショベルやブルドーザーのような機械が積み荷を整えるためにしばしば用いられる。積み荷は一方に偏りがちであるため、船倉が部分的に満たされている場合、積み荷を水平にすることは特に重要である。積み荷を縦方向に分割したり、積み荷の上に木材を固定したりする場合には、特に注意が払われる。船倉が一杯になると、トミング (tomming) と呼ばれる作業が行われ、ハッチカバーの下に6 フィート (2 メートル）ほどの穴を掘って、そこに袋入りの積み荷やおもりを入れる。
|                                              |                                           |                                        |                                                       |                                                     |
| 1. ブルドーザーが船倉に搭載される            | 2. ブルドーザーが積み荷を船倉中央に寄せる | ガントリークレーンが積み荷を引き上げる | 4. ガントリークレーンにより船から積み荷が外に出される | 5. ガントリークレーンが岸壁にある容器に積み荷を移す |
| 写真はportpictures.nlのDanny Cornelissen提供 |                                           |                                        |                                                       |                                                     |

## 構造
ばら積み貨物船の設計は主にそれが運ぶことを予定している貨物によって決定される。載荷係数とも呼ばれる、貨物の密度が重要な要素である。一般的なばら積み貨物の1 立方メートルあたりの密度は、軽い穀物の0.6 トンから鉄鉱石の3 トンまで多様である。
鉄鉱石輸送船の設計では、積み荷の密度がとても高いので、全体の積み荷の重量が制約する要素となる。一方で、たいていのばら積み貨物船は石炭を積むと最大喫水に達する前に船倉が一杯になるので、石炭輸送船においては全体の容積に制約される。
与えられたトン数の中で、船の寸法を決定する2番目の要素は、その船が航行を予定している港や水路の大きさである。例えば、パナマ運河を通過する予定の船は、横梁の長さや喫水の深さが制限される。ほとんどの設計で、長さと幅の比は5から7の間で、平均は6.2である。長さと高さの比は11から12の間である。

### 機関
ばら積み貨物船の機関室は普通船尾の近くにあり、船橋の下、燃料タンクの上にある。ハンディマックスより大きなばら積み貨物船では、2ストローク式のディーゼルエンジンを積んでおり、減速機を介さずにプロペラシャフトによって大きな1つのスクリュープロペラを直接駆動している。船体に必要な電力は、主エンジンと接続された発電機によるか、または別のエンジンによる補助発電機によって発電される。もっとも小型のばら積み貨物船では、1つか2つの4ストロークディーゼルエンジンが用いられ、スクリュープロペラと減速機を介して接続されている。ハンディサイズより大きなばら積み貨物船の平均設計速度は、13.5 - 15 ノット (28 km/h) である。プロペラの回転速度は比較的遅く、1分間に90回転ほどである。
1973年と1979年の2度のオイルショックとそれに伴う石油価格上昇の結果として、1970年代後半から1980年代初めにかけて石炭を燃料に使う実験的な設計の船が試験された。オーストラリアのニュー・ラインズ社 (New Lines) が74,700 トンの石炭燃焼船「リバー・ボイン」 (River Boyne) を建造した。この船はわずかばかり効率的で、蒸気機関は19,000 馬力（14,000 キロワット）を発揮することができた。この戦略により、ボーキサイトや燃料の輸送船に対して興味深い利点を発揮したが、エンジン出力の低さと保守の問題、そして高い初期費用に悩まされることになった。

### ハッチ

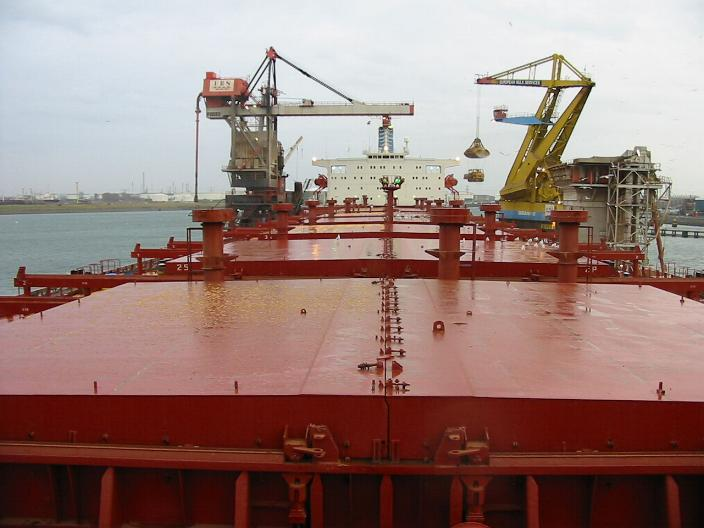
「ザイラ」 (Zaira) のスライド式ハッチカバー

ハッチ (Hatch) は船倉の上部にある開口部であり、ハッチの蓋に相当する開閉部はハッチ・カバー (Hatch cover) と呼ばれる。通常はハッチの周囲には、ハッチ・コーミング (Hatch Coaming) と呼ばれる立ち上がり部があり、ハッチ・カバーと共に波浪雨水の浸入を防ぐと同時に強度維持に貢献する。
一般にハッチは船の幅の45%-60%、船倉の長さの57%-67%ほどある。積荷の積下効率の向上には大きなハッチが求められるが、船体を構成する上甲板の開口部であるハッチは、船体強度の低下要素となる。船体へ加わる圧縮と引張の応力はハッチの縁に集中するため、耐航性能を保つにはこれらを補強する必要があり、特に長い船体である程、サギング／ホギングに対する強度を維持するためにハッチ周囲の部材厚を厚くしたり、補強部材を追加したりして補強してある。こうした措置により船体が重くなるという弊害もあり、高価ではあるが軽量化を求めて高強度鋼を用いる場合もある。
1950年代まで、ハッチのカバーは開いたり閉じたりするのではなく、手作業で破壊したり再建したりする木造のものが使われていた。新しい船は、1人で操作できる油圧操作式の金属製ハッチカバーを備えている。ハッチカバーは分割されて、前や後ろ、横にスライドしたり、持ち上がって開いたり、折り畳んで開いたりする。ハッチカバーは単に雨水や波浪の打ち込みを避けるだけでなく、防水構造であることが必要である。これは、船体傾斜角が大きくなって転覆の危険がある場合でも外部から水が船倉内へ流入しない限り船体の傾斜回復が期待できるためである。かつては密閉されないハッチによって多くのばら積み貨物船が沈没に至る原因となった。
「ダービーシャー」 (MV Derbyshire) の沈没を受けた調査により、ハッチカバーに関する規制が進展した。1966年の国際満載喫水線条約は、ハッチカバーは海水による1 平方メートルあたり1.74 トンの負荷に耐え、最低6 ミリの角材をハッチカバーの上部に備えるように規制を課した。国際船級協会連合は、1998年に統一規則S21を制定してこの強度基準を強化した。この基準では、特に船の前部にあるハッチカバーについて、乾舷の高さと船速に基づいて海水の圧力を計算するように規定している。

### 船体
ばら積み貨物船は建造しやすく、効率よく貨物を搭載できるように設計されている。建造を容易にするため、ばら積み貨物船は単一の船体曲率で建造される。同様に、バルバス・バウにより船は効率的に航海できるにも拘らず、設計者は大型船では単純な垂直船首を好む。大きな方形係数のために、フルハルがほとんど全てで採用されており、この結果としてばら積み貨物船は本質的に低速である。これはその効率性で相殺される。載貨重量トン単位の船の輸送能力を、その軽貨重量と比較することは、船の効率性を測る1つの方法である。小型のハンディマックスの船は、その重量の5倍の積み荷を運ぶことができる。大型の設計では効率はさらによくなり、ケープサイズの船はその重量の8倍以上の積み荷を運ぶことができる。
ばら積み貨物船は、多くの商船の典型的な断面をしている。船倉内の上側と下側の隅部は、二重底の部分と同様にバラストタンクとして用いられている。隅部のバラストタンクは強化されており、船のバランスを制御する以外にも目的を持っている。隅部のタンクの角度は、搭載する貨物の安息角より小さくなるように設計される。これにより積み荷が船内で移動することをかなり防ぐことができる。積み荷の船内移動は船に危険をもたらすことがある。
二重底もまた設計上の制約がある。二重底構造は構造強度上も非常に重要で，この二重底深さ（内底板から船底外板の距離）が大きくなればなるほど一般的に強度上有利になりうる。しかしながら，ここの深さを深くしすぎると上部の貨物艙の容量を圧迫することになるためここのバランスをとることが船殻設計者の腕の見せ所ともいえる。また別な観点としては、パイプを通せる程度に十分な高さが必要であるということである。またこうした場所は、人が安全に入って調査や保守作業ができる程度に十分広くなければならない。一方で、過剰な重量や無駄な容積を排する観点から二重底はとても窮屈な空間となる。
ばら積み貨物船の船体は鋼鉄、通常は軟鋼でできている。しかしながら近年作られる船では強度的に厳しい船中央部では基本的に高張力鋼が一般的に使われる。しかしながら、高張力鋼を縦・横方向の強化に用いることは、船体の剛性と腐食耐性を下げることになる。プロペラシャフトの支持部など、いくつかの部品には鍛鋼が用いられる。ばら積み貨物船の船体をコンクリートと鋼鉄のサンドイッチ構造で建造する調査が行われている。
過去10年で、二重船殻が普及してきた。ばら積み貨物船は既に二重底は義務付けられているので、二重船殻を持った船を設計することで、まず船体の幅が増加する。二重船殻の利点の1つとして、側面の構造部材全てを設置するスペースができるため、船倉に飛び出していた構造部材をなくすことができるという点がある。構造はより複雑になるが，積み込み・積み降ろし・清掃作業が楽になる。二重船殻はまた船のバラスト容量を増大し、軽い貨物を輸送する時に役に立つ。安定性や耐航性のためにバラスト水を増やして喫水を増さなければならないことがあるからである。
近年のHy-Conと呼ばれる設計は、単船殻と二重船殻の長所を組み合わせようとしている。ハイブリッド・コンフィギュレーション (Hybrid Configuration) の略で、この設計は最前部と最後部を二重船殻にし、他は単船殻のままにする。この方法では、船の重要な部分を頑丈にできる一方で、全体の重量を削減することができる。
二重船殻の採用は単なる構造上の決定からではなく経済的なものであるため、二重船殻の船は総合的な検討が欠けており、潜在的な腐食の問題があるという批判がある。
貨物船は常に船が2つに割れてしまう危険にさらされており、このため縦方向の強度が第1の構造的な関心事である。これを一般的に縦強度（Hull Girder)という。船舶設計者は縦強度と応力の問題に対処するために縦強度と、材料寸法と呼ばれる船体の厚さの組み合わせの相関関係を利用する。船体は各部材から構成されている。これらの部材の寸法の組み合わせが船の材料寸法 (ship's scantlings) と呼ばれる。船舶設計者は、船が受ける応力を計算し、安全率を加算し、これにより必要とされる材料寸法を計算することができる。
こうした検討は、空荷状態で航海している時、積み込み中、積み降ろし中、満載状態と一部搭載状態、一時的に過積載の状況などを想定して行われる。船倉の底、ハッチカバー、船倉間の隔壁、バラストタンクの底など、最大の応力にさらされる場所は注意深く検討される。五大湖のばら積み貨物船は、部材の疲労を引き起こす、波による共鳴現象にも耐えるように設計しなければならない。
2006年4月1日から、国際船級協会連合は共通構造規則 (CSR: Common Structural Rules) を採用した。この規則は全長90 メートル以上のばら積み貨物船に適用され、材料寸法の計算に際して腐食の影響、北大西洋などで見られる過酷な条件、積み込み中の動的な応力を考慮に入れることを要求している。またこの規則では、0.5から0.9 ミリの腐食予備厚も定めている。
さらに2020年現在ではさらに進化した調和共通構造規則(CSR-B&T:Common Structural Rules -Bulker & Tanker)が施行されている。これはばら積貨物船と油槽船の両方を調和させた規則であり，安全性がより高くなっている。ただし，造船所にとってはより強度を向上させる必要があり，それはつまりより良い材料をより多くそしてより複雑に配置するということでありあまりうれしくない規則ともいえる。

## 安全性
1980年代から1990年代は、ばら積み貨物船にとってとても危険な時期であった。この時期多くのばら積み貨物船が沈没し、1990年から1997年の間だけでも99隻に上った。こうした沈没のほとんどは船員が脱出できないほど突然で急激なもので、650人以上の船員がこの時期に命を失っている。「ダービーシャー」の沈没事故の影響もあって、一連のばら積み貨物船に関する国際安全規制が1990年代に採用された。

### 安定性の問題
積み荷の偏りはばら積み貨物船にとって大きな危険をもたらす。穀物は航海中に沈み込んで、積み荷の上部と船倉の上部の間に空間ができるため、この問題は穀物を輸送する場合により顕著である。そうなると、船が横揺れするのにあわせて積み荷は一方から他方の端へ自由に移動できるようになる。これが船の傾きを引き起こし、結果としてさらに多くの積み荷が偏りを起こす。この種の連鎖反応が起きるとばら積み貨物船はとても急速に転覆しうる。
1960年のSOLAS条約は、この種の問題を規制しようとしたものである。こうした規制は、偏りを防ぐような方法で上部バラストタンクを設計することを規定している。また船倉内に油圧ショベルなどを入れて積み荷を水平に整えることも要求している。積み荷を整えることは、空気と接する積み荷の表面積を減らし、石炭や鉄、金属くずなどの積み荷が自然発火する可能性を減らすという有益な副作用もある。
乾貨物に影響を与えうる他の種類の危険としては、周辺の湿気を吸収してしまうというものがある。粒度の細かいコンクリートと骨材が水と混ざると、船倉の底に形成された泥が容易に偏りを起こし、また自由表面効果 (free surface effect) を引き起こす可能性がある。この種の危険を防ぐ唯一の方法は、よく換気をするということと水の存在を注意深く監視することである。

### 構造上の問題

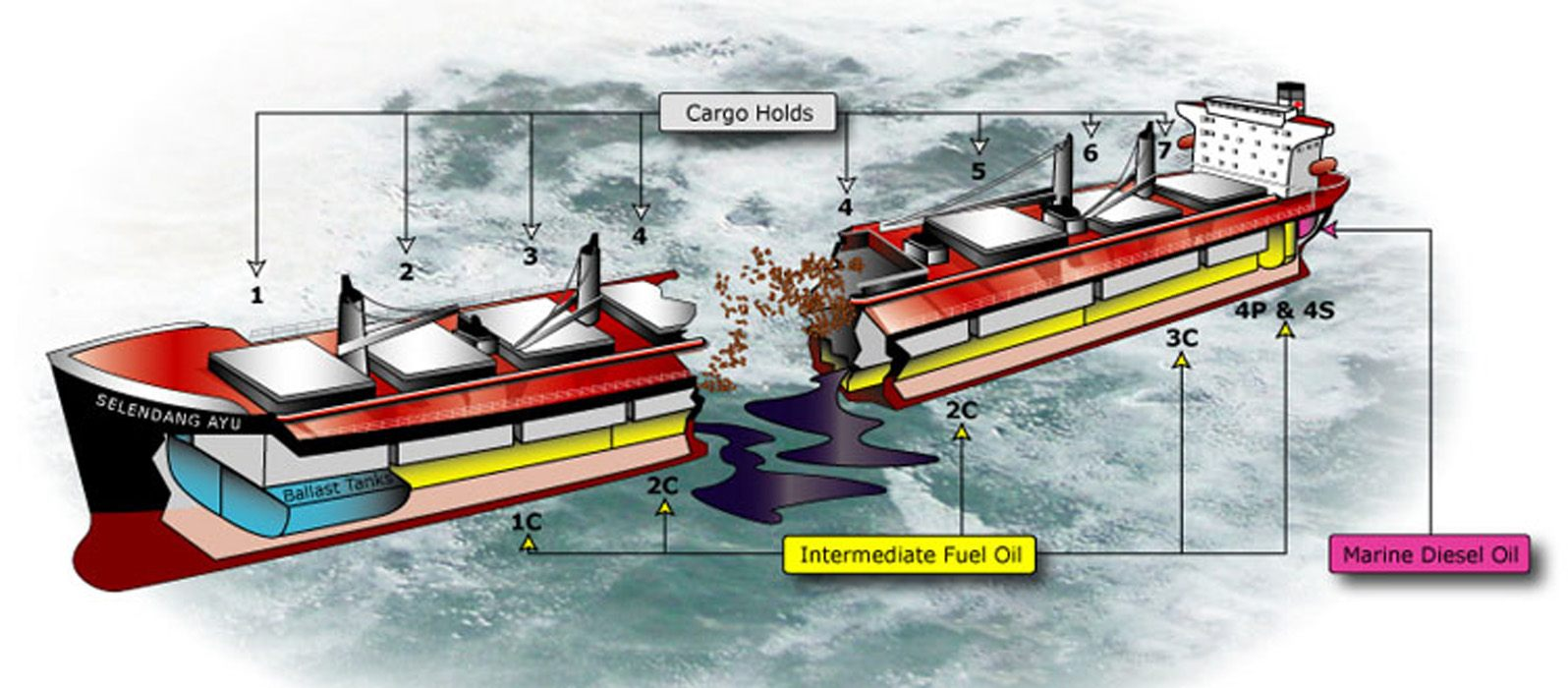
「セレンダー・アユ」 (MV Selendang Ayu) の海難事故と二重底タンクからの油漏れを示した図

1990年だけで20隻のばら積み貨物船が沈没し、94人の船員が命を失った。1991年には24隻が沈没し、154人が死亡した。こうした水準の損失からばら積み貨物船の安全上の問題に注目が集まり、多くの教訓が得られた。アメリカ船級協会はこうした損失は「船倉の構造の欠陥に直接起因する」と結論付け、ロイド船級協会は船体の側面は「部分的な腐食と疲労によるひび割れ、運航に伴う損傷の組み合わせ」に耐えることができなかったと付け加えた。
調査によれば、事故の経緯は明確なパターンを示していた。
1. 大きな波や不十分な密閉、腐食などの理由により、海水が前部のハッチに浸入する[61]。
2. 第1船倉に入った水の余分な重量により、第2船倉への間仕切りが危険にさらされる[61]。
3. 水が第2船倉に浸入し、釣り合いが変わってより多くの水が船倉に入ってくる[61]。
4. 2つの船倉が急速に水で満たされ、船首が沈んで船全体も急速に沈み、船員が反応する時間がほとんどない[61]。

以前の教訓から船は前部の1つの船倉が水に満たされた場合でも持ちこたえるように要求されていたが、2つの船倉が水に満たされた状況には備えられていなかった。後部の2つの船倉が浸水した場合は、機関室に浸水して船の推進力を失ってしまうため、さらに問題である。船の中央部の2つの船倉に浸水した場合には、船体に掛かる応力が大きくなりすぎて船体が2つに折れてしまう。
他にも事故を引き起こした要素が挙げられた。

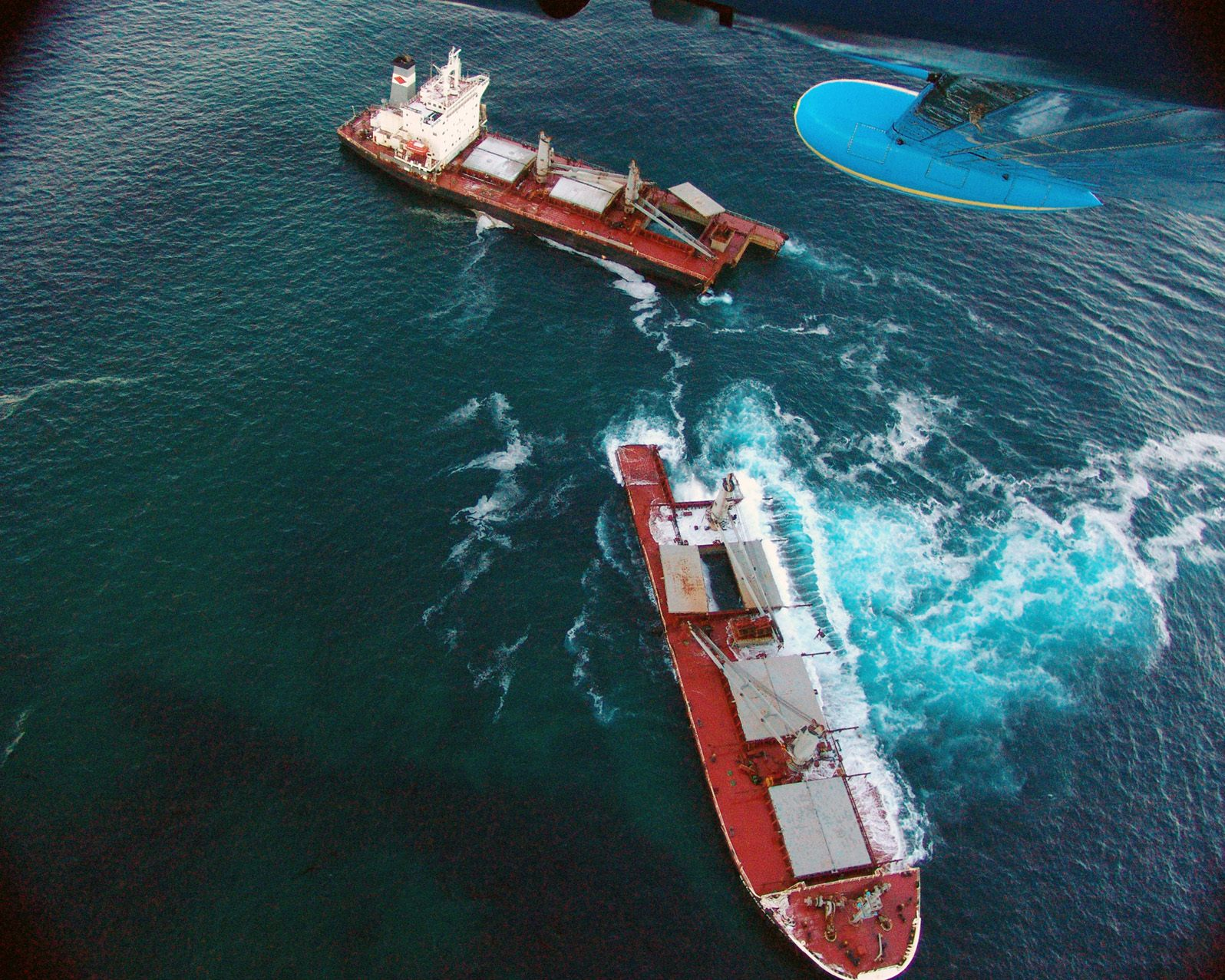
「セレンダー・アユ」は2004年12月に第4船倉部分が致命的に破損した

- ほとんどの海難事故は船齢20年以上の船に起きている。国際輸送の成長を過剰に見積もったため、この世代の船の供給過剰が1980年代に起きた。船会社は経費の問題から、こうした老朽化した船を早く置き換えてしまうことができず、運航し続けざるを得なかった[6]。
- 不十分な保守のため、腐食がハッチカバーの密閉状況と船倉の間仕切りの強度を弱めていた。関係する部分が広大であるため、こうした腐食は検知するのが難しい[81][82]。
- 船が設計された時点では、新しい積み込み方式は予想されていなかった。新しい方式はより効率的である一方で、積み込み操作を止めるために1時間以上掛かるなど制御がより難しく、結果として時に船に過積載してしまう。こうした予期されていなかった衝撃が時間を経るにつれて船体の構造的な完全性を損なった[51]。
- 近年建造に高張力鋼が使われるようになり、より少ない材料と重量で同等の強度を保つことができるようになった。しかし通常の鋼鉄より薄いため、高張力鋼はより腐食しやすく、加えて波の荒い海では金属疲労を起こしやすい[74]。
- ロイド船級協会によれば最大の原因は、問題があることが分かっている船を海に送り出してしまう船主の態度であるという[83]。

1997年のSOLAS条約改正により新しい規制が導入され、間仕切りと縦方向フレームの強化、特に腐食に重点を置いたより厳重な検査、港での定期検査などの問題に焦点を置いている。さらに1997年改正では、例えば特定の種類の積み荷の輸送が禁じられているなどの制限があるばら積み貨物船に対して、船体によく見える三角形のマークを記入することを規定している。

### 乗務員の安全

自由降下式救命艇の発進

2004年12月以降、パナマックスとケープサイズのばら積み貨物船は、船橋の後部、船尾部に自由降下式救命艇を備えるように義務付けられた。この配置により船員は緊急事態には急速に船を脱出することができる。自由降下式救命艇を使うことに対しては、救命艇に乗り込み発進させるために避難者に「ある程度の身体的な自由度、適性」を必要とするという批判もある。また、例えば不適切に安全ベルトを締めていた場合など、発進に際して負傷することもある。
2002年12月SOLAS条約第12章の改正により、全てのばら積み貨物船に高レベルの浸水警報装置の導入が義務付けられた。この安全装置は、船橋と機関室の当直者に船倉の浸水を迅速に警告する。破局的な浸水の場合には、こうした検知装置が船からの脱出を迅速にできる。